# Étagère

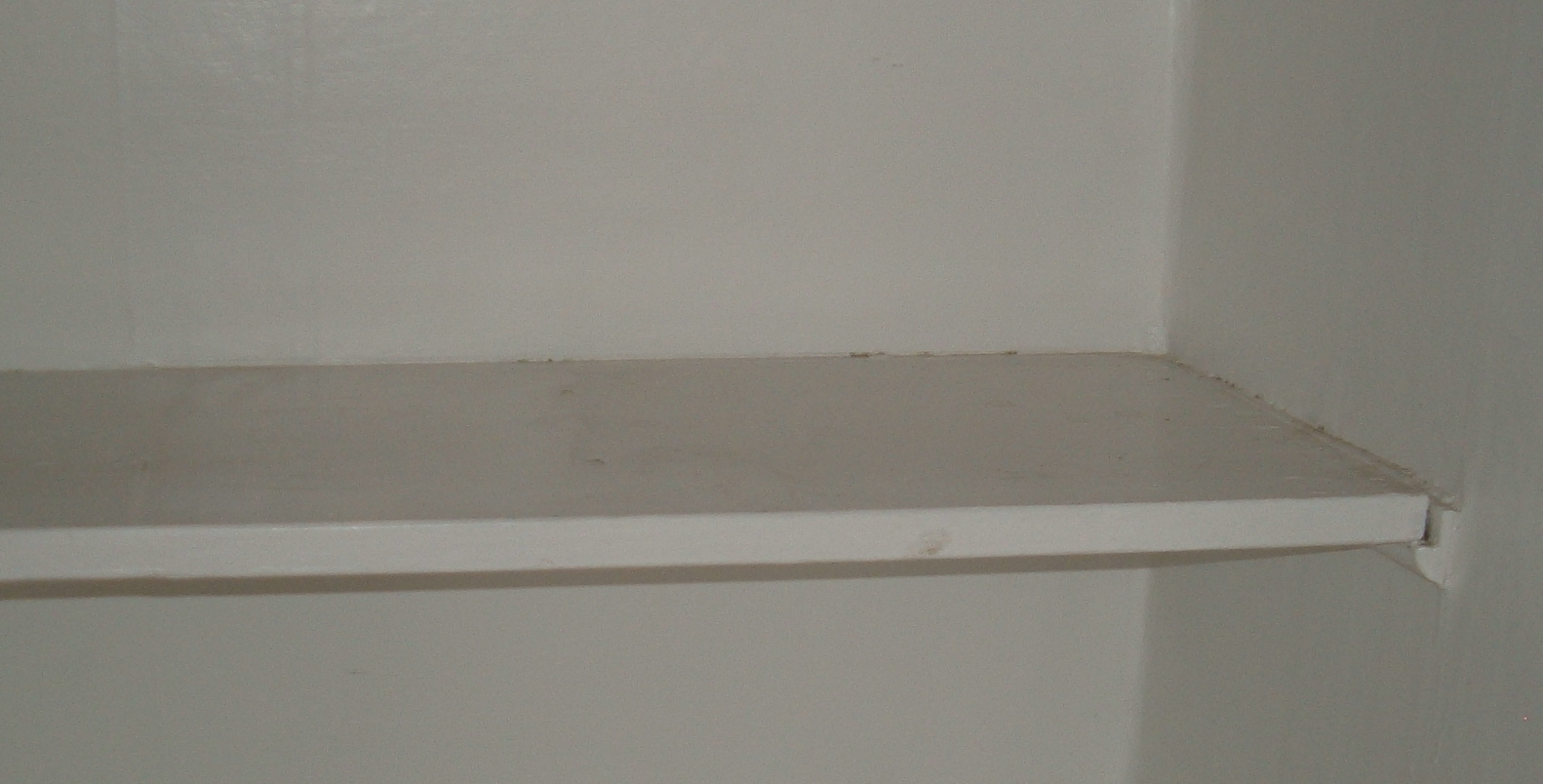
Gros plan sur une étagère et sur l'un de ses supports.

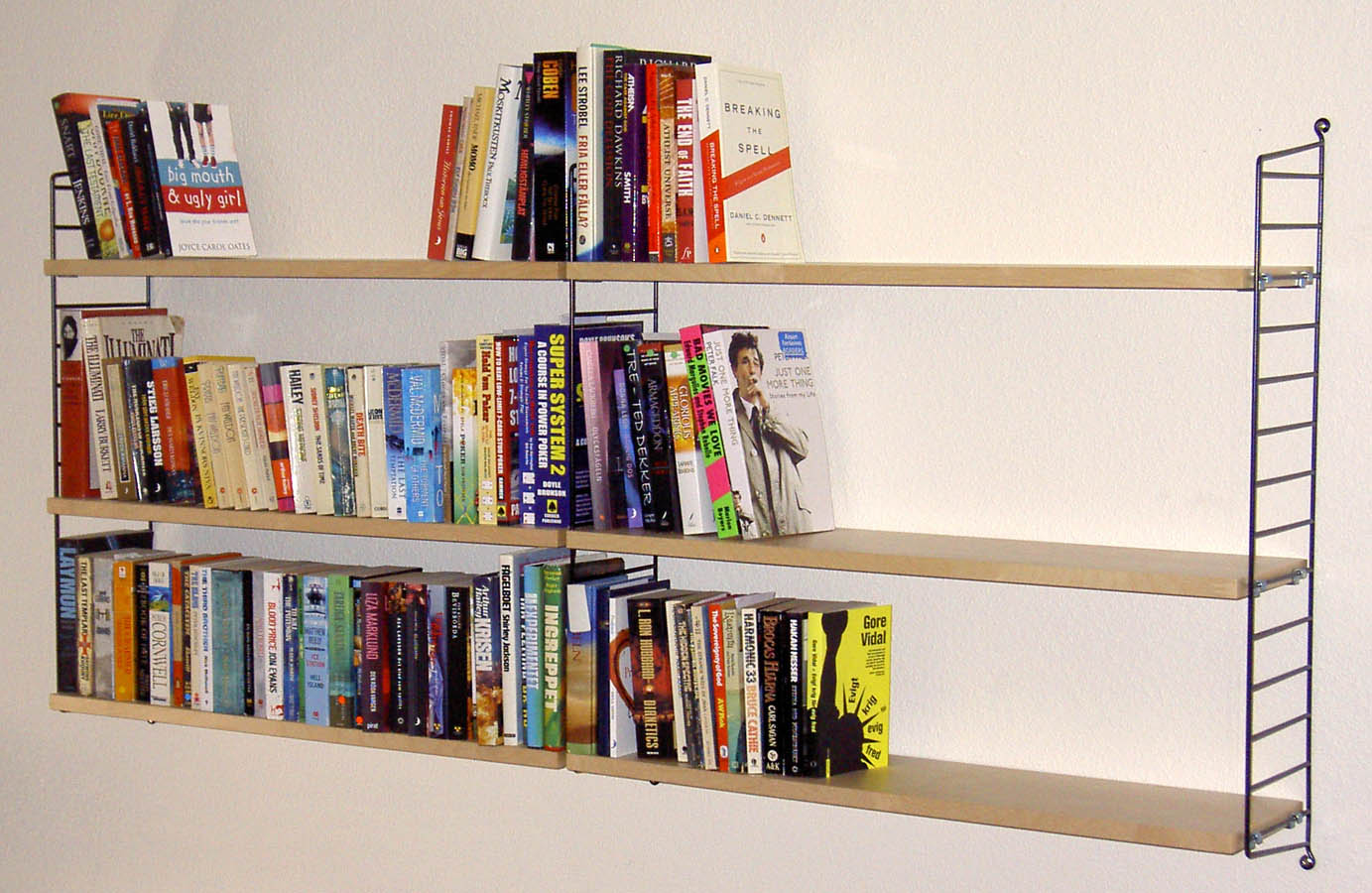
Des étagères de livres.

Une étagère  est un meuble composé d'un ou plusieurs plans horizontaux utilisés pour entreposer des objets. Elle est en général fabriquée dans un matériau résistant comme le bois, le bambou ou le métal. Les supports d'une étagère sont variés et peuvent par exemple être une console, des équerres, une crémaillère ou des tasseaux. Les étagères sont utilisées dans les meubles de bibliothèque, dans les armoires et dans les meubles de type « étagère », appelés ainsi par synecdoque.
Les étagères murales se fixent directement sur le mur, sans besoin de montants. 